# Saint Joseph, Dominica
Saint Joseph är en parishhuvudort i Dominica.   Den ligger i parishen Saint Joseph, i den sydvästra delen av landet, 12 km norr om huvudstaden Roseau. Saint Joseph ligger 1 meter över havet och antalet invånare är 2 184.
Terrängen runt Saint Joseph är huvudsakligen kuperad, men söderut är den platt. Havet är nära Saint Joseph åt sydväst. Runt Saint Joseph är det ganska tätbefolkat, med 129 invånare per kvadratkilometer. Närmaste större samhälle är Roseau, 11,9 km söder om Saint Joseph. I omgivningarna runt Saint Joseph växer i huvudsak städsegrön lövskog.